# Cavea tanguensis
Cavea tanguensis là một loài thực vật có hoa trong họ Cúc. Loài này được (J.R.Drumm.) mô tả khoa học đầu tiên năm 1917.